# Минуле людини (фільм)
Минуле людини (англ. A Man's Past) — американська драма режисера Джорджа Мелфорда 1927 року.

## У ролях
- Конрад Фейдт — Павло Ла Роч
- Барбара Бедфорд — Івонн Фонтейн
- Ієн Кіт — доктор Фонтейн
- Артур Едмунд Керью — лейтенант Дестін
- Чарльз Паффі — тюремний лікар
- Корлісс Палмер — Сільвія Кабот
- Едвард Рейнах — доктор Ренод
- Джин Жирардін — незначна роль